# 孔齊卿
孔齊卿（?—?），唐朝时兖州曲阜县人。孔子三十七代孫，孔德倫玄孙，孔崇基曾孙，孔璲之之孙，孔萱之子。
唐德宗建中三年（782年），孔齊卿在曲阜为袭封文宣公，为第三代文宣公。同时兼任兖州功曹（今山东省济宁市兖州区）。后来转任青州（今山东省青州市）司兵参军。淄青节度使李纳在山东叛乱，孔齊卿滞留在淄青的首府郓州（今山东省东平县）。有三个儿子孔惟晊、孔惟昉、孔惟时（郏县派始祖）。
| 前任： 孔萱 | 唐朝文宣公 782年—818年之前 | 繼任： 孔惟晊 |

## 参看
- 孔子
- 孔子世家大宗世系
- 孔子世系
- 孔子世家大宗世系图
- 孔子世家总世系图 (中兴祖前)